# Б
Cette page contient des caractères spéciaux ou non latins. S’ils s’affichent mal (▯, ?, etc.), consultez la page d’aide Unicode.
Ne doit pas être confondu avec les lettres latines B potence ‹ Ƃ, ƃ › ou B crosse ‹ Ɓ, ɓ ›, ni avec la lettre géorgienne Nar ‹ ნ ›

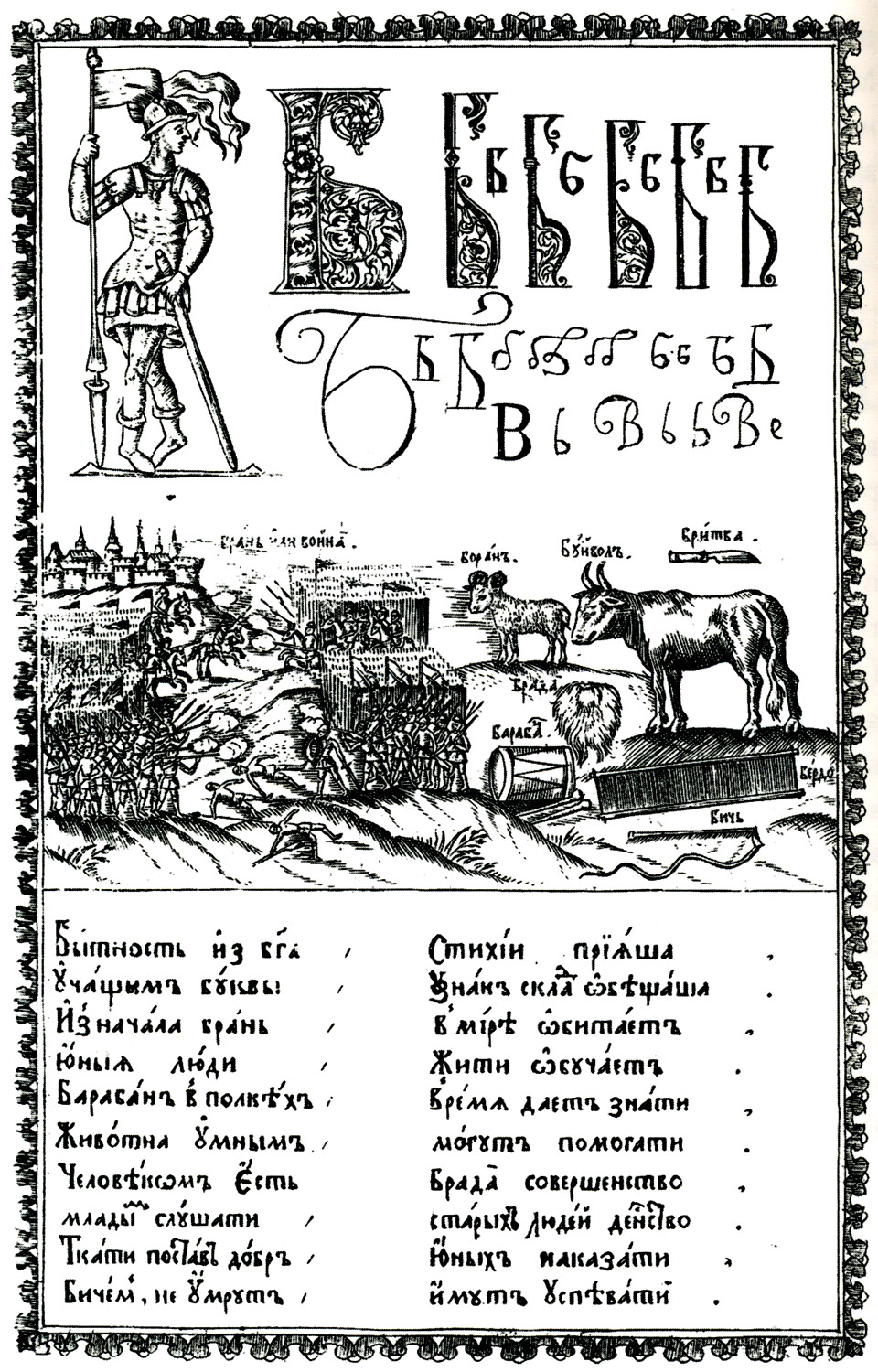
Les formes du bé dans l’Alphabet de Karion Istomin de 1694.

Bé (capitale Б, minuscule б) est la deuxième lettre de l'alphabet cyrillique.

## Graphie
La lettre « Б » ressemble étrangement au chiffre 6.

Be majuscule, la forme standard et la variante serbo-macédonienne du Be minuscule.

## Linguistique
Le bé est utilisé pour représenter le son d'une consonne occlusive bilabiale voisée (transcrite par /b/ en API).
En russe, « б » peut être prononcée /p/ à la fin d'un mot ou devant une consonne sourde ou palatalisée en /bʲ/ devant certaines voyelles.

## Histoire
La lettre bé dérive directement de la lettre grecque bêta, d'une manière similaire aux origines de la lettre B de l'alphabet latin. Dans les premiers temps de l'alphabet cyrillique, elle s'appelait buki.
Il ne faut pas la confondre avec la lettre vé dont la graphie ressemble à celle de la lettre B latine et qui est prononcée /v/. Les deux lettres partagent la même origine graphique.

## Représentation informatique
- Unicode :
  - Capitale Б : U+0411
  - Minuscule б : U+0431
- ISO/CEI 8859-5 :
  - Capitale Б : B1
  - Minuscule б : D1
- KOI8-R :
  - Capitale Б : E2
  - Minuscule б : C2
- Windows-1251 :
  - Capitale Б : C1
  - Minuscule б : E1